# 三重弁
三重弁（みえべん）は、三重県で話されている日本語の方言の総称で、そのほぼ全てが近畿方言（いわゆる関西弁）に属する。
ただし、あくまで県域の方言をまとめた呼称であり、「三重弁」で一つの方言圏を成すわけではなく、地域による差異が大きい。

## 概要・区画
三重県のほとんどの地域の方言は近畿方言に属する。名古屋弁などが属する東海東山方言との境界は揖斐川にあり、その東側にある桑名市旧長島町、木曽岬町は、尾張弁圏である。愛知県と比較して三重県の方言は、京阪式アクセントやワ行五段動詞のウ音便、断定助動詞「や」などの近畿方言的特徴を有する。三重県は東海3県として愛知県・岐阜県と一括りにされることが多いが、言葉の上では違っていることは、伊勢の人によく自覚されている。しかし伊勢にみられる「行かっせる」「見さっせる」や「言うてみえる」のような敬語表現には、尾張からの影響がみられる。
三重県は全体で一つの方言圏を成すわけではなく、大きく北三重方言と南三重方言に分かれ、その違いは大きい。北三重方言は旧伊勢国北・中部および旧伊賀国であり、南三重方言は志摩（鳥羽市・志摩市）およびこれより南西に位置する伊勢南部（1582年以前は志摩だった地域）と、旧紀伊国に属する地域（東紀州）である。方言学者の楳垣実は、近畿方言を中近畿方言、北近畿方言、南近畿方言に分けており、北三重方言は中近畿方言に属するが、南三重方言は紀州弁および奥吉野方言とともに南近畿方言に属する。北三重のアクセントは典型的な京阪式アクセントであるが、南三重は各種の珍しいアクセントが分布する。北三重は敬語助動詞が盛んに使われるのに対し南三重は文末助詞による敬語を使う。北三重では進行形と完了形の区別をしないが南三重では区別する、などの違いがある。
さらに、それぞれ以下のように区画される。この区画名は、以下の説明でも用いる。
- 北三重方言
  - 北・中伊勢方言（東近畿式方言に属する）
    - 北伊勢方言
    - 中伊勢方言

  - 伊賀方言（中近畿式方言に属する）
    - 北伊賀方言
    - 南伊賀方言
- 南三重方言（南近畿式方言に属する）
  - 志摩・南伊勢方言
    - 志摩方言
    - 南伊勢方言

  - 北牟婁方言
  - 南牟婁方言

北三重と南三重の境界（北・中伊勢方言と志摩・南伊勢方言の境界）は、伊勢市と鳥羽市の境界から、伊勢市南部、度会郡中部を横断し、多気郡の南境を通るものと考えられる（従って南伊勢方言にあてはまるのはほぼ南伊勢町のみ）。志摩・南伊勢は北三重と南三重の中間的方言である。
伊賀は歴史的に京阪からの影響が強く、県内でもっとも京阪方言に近い方言である。伊勢と伊賀の間には布引山地があるため境界が明瞭であるが、伊勢と志摩の方言境界はそれほどはっきりしていない。北・中伊勢は伊勢平野が開けているため内部の方言差は生じにくいが、志摩・南伊勢は漁村としての性格からそれぞれの集落に独特の方言がみられる。また志摩には古い表現の残存が多くみられる。北牟婁方言は尾鷲市および北牟婁郡（度会郡に編入された大紀町錦を含む）の方言であり、南牟婁方言は熊野市および南牟婁郡の方言である。南牟婁方言では生物の存在にも「おる」ではなく「ある」を使うなど、和歌山県の方言と繋がりが深い。
|                           | 北伊賀              | 南伊賀              | 北伊勢                  | 中伊勢                  | 志摩・南伊勢                       | 北牟婁                             | 南牟婁                             |
| ------------------------- | ------------------- | ------------------- | ----------------------- | ----------------------- | ---------------------------------- | ---------------------------------- | ---------------------------------- |
| アクセント                | 京阪式              | 京阪式              | 京阪式                  | 京阪式                  | 京阪式                             | 京阪式に似る                       | 京阪式の変種 内輪東京式            |
| 断定の助動詞              | や                  | や                  | や                      | や                      | や、じゃ                           | や、じゃ                           | や、じゃ                           |
| 進行相                    | …てる               | …てる               | …とる                   | …とる                   | …よる                              | …よる                              | …やる …やーる                      |
| 完了相                    | …てる               | …てる               | …とる                   | …とる                   | …とる                              | …とる                              | …たる …たーる                      |
| 過去否定 （書かなかった） | 書かへんだ          | 書かなんだ          | 書かなんだ              | 書かんだ                | 書かなんだ 書かんかった 書かざった | 書かなんだ                         | 書かなんだ                         |
| 理由の 接続助詞           | で、もんで、 さかい | で、もんで、 さかい | で、もんで、 （さかい） | で、もんで、 （さかい） | で、もんで、 よって                | で、もんで、 さかい、さか、 よって | で、もんで、 さかい、さか、 よって |

## 音韻・音声
音韻体系、音声特徴は他の近畿方言と共通しており、共通語と大きな違いはない。母音は丁寧に発音され、無声化は起こらない。「蚊」「日」などの一音節語は長音化する傾向や、「がっこ」（学校）、「かこ」（書こう）のようにオ段長音が短くなる現象も、他の近畿方言と同様、認められる。
伝統的な伊賀方言では「ai」連母音が融合して「ae」または「æi」「æe」と発音される（例：たえ（鯛）、あかえ（赤い））。志摩の島々（坂手島・答志島・菅島・神島など）や南牟婁の一部では、連母音「ai」「ui」「oi」に融合がみられることがある。それ以外の三重県内では融合しない。また、連母音「ie」は、「eː」に変化することがあり、「見えへん」→「めーへん」のように、動詞の場合は県全域で起こり、南三重では名詞でも変化がみられる。
ザ行・ダ行・ラ行の混同は、和歌山県で著しいが、三重県でも志摩から牟婁の高齢層を中心に聞かれる。ラ行音の撥音化、促音化や子音脱落は、「あんのに（有るのに）」、「ふってっさけ（降ってるから）」、「すーな（するな）」など、広く見られる。
志摩では、「けんが」（怪我）、「ひんげ」（髭）のように、ガ行の前に規則的に「ん」が現れる地区がある。鼻濁音が痕跡的に残ったものと考えられる。
南三重の高齢層には「せ・ぜ」の発音として、「しぇ・じぇ」が残っている。合拗音クヮ、グヮは現代の三重県では聞かれない。

## アクセント
県内主流のアクセントは他の近畿方言と同様に京阪式アクセントである。これは、桑名市内を南北に流れる揖斐川の西側に分布する。対して揖斐川の東側は岐阜・愛知方言系の内輪東京式アクセントである。この明確な違いは、1930年に言語学者の服部四郎（亀山出身）により発見された。しかし、桑名市などの北勢地域では名古屋市などのベッドタウン化が進み、東京式アクセント話者の流入も盛んであるため、以前よりはその違いが明瞭でなくなってきている。
伊勢・伊賀・志摩の京阪式アクセントは近畿中央部のものに近い。ただ伊勢・志摩では、京阪で「低低高」型に言う「起きる」「建てる」の類（三拍一段動詞第二類）を「低高低」型で言う。大紀町錦以南の北牟婁、南牟婁には、京阪式アクセントの変種や、京阪式とは違う各種のアクセントがあり、複雑に分布している（詳細は紀州弁#アクセントおよび日本語の方言のアクセント#京阪式および類似の諸アクセントを参照）。熊野市の山間部は、奈良県南部と連続する形で東京式アクセントとなっている。

## 文法

### 動詞
三重県で見られる動詞の活用形を示す。「-」の後に、各活用形に付く代表的な助動詞を載せる。
| 動詞   | 動詞 | 未然                         | 連用      | 終止・連体 | 仮定   | 命令 | 意志・推量 |
| ------ | ---- | ---------------------------- | --------- | ---------- | ------ | ---- | ---------- |
| 五段   | 書く | かか-ん/へん/せん            | かき-たい | かく       | かきゃ | かけ | かこ-う    |
| 上一段 | 見る | み-ん/やん/やへん/やせん     | み-たい   | みる       | みりゃ | みよ | みよ-う    |
| 下一段 | 寝る | ね-ん/やん/やへん/やせん     | ね-たい   | ねる       | ねりゃ | ねよ | ねよ-う    |
| カ変   | 来る | こ-ん、き-やん/やへん/やせん | き-たい   | くる       | くりゃ | こい | こ-う      |
| サ変   | する | せ-ん、し-やん/やへん/やせん | し-たい   | する       | すりゃ | せえ | しょ-う    |

二段活用の動詞は三重県にはない。「死ぬる」「いぬる」というナ行変格活用は、伊賀にある。
連用形の音便では、ア・ワ行五段で「買うた」のようにウ音便を起こす。「歌う」「洗う」のように三音節以上の語では、「うとーた」→「うとた」、「あろーた」→「あろた」のように短音化する傾向が京阪と同様にある。サ行五段は、志摩などの南三重では「だいた」（出した）のようなイ音便が聞かれ、大紀町錦地区では「だいさ」のようにイ音便化とともにsを次の拍に送っている。志摩の先島半島（旧志摩町）にはガ行撥音便、マ行・バ行ウ音便もある（例：こんだ＜漕いだ＞、のーだ＜飲んだ＞、あそどる＜遊んどる＞）。
伊賀や南三重では、五段動詞以外に「たい」「もて」などが付くとき「みーたい（見たい）」「しーもて（しながら）」のように音が伸びる場合がある。
仮定形は、全県で「書きゃ」「見りゃ」のような融合形と、「書いたら」「見たら」のようなタラ形を併用している。京阪でタラ形の勢力が非常に強いことと比べると、三重県では融合形もかなり使われるが、伊賀や伊勢の京阪に近い地域ではタラに変わりつつある。桑名市・四日市市や志摩市波切では、「書か」「見や」「きや」「しや」の形も使い、桑名・四日市では「せや」も使い名古屋弁に似る。

### 形容詞
形容詞の連用形にはウ音便を使うが、「赤うない」→「あこない」、「欲しゅうない」→「ほしない」、「白うない」→「しろない」のように短音化した形をほぼ全県で使う。語幹末がア段の場合は、「あかない」のように語幹のままの形もあり、中年層以下でよく使うようになっている。牟婁では「あっこなる」のように促音を入れた形が優勢である。南三重では、普通の終止形にも「あーかい」「たっかい」のような促音・長音の入った形を使う。また北・中伊勢、伊賀では京阪同様、「赤いことない」のような形を使う。仮定形は「あかかったら」のようなタラ形が優勢だが、「あかけりゃ」の形も使い、「あかけら」となる地域もある。

### 助動詞など各種表現
断定
断定の助動詞は、北三重では「や」。南三重には「じゃ」もあるが、中年層以下では「や」が広がっている。丁寧語には「です」のほか、伊賀では大阪的な「だす」も使う。
否定
否定の助動詞には「-ん/やん」「-へん/やへん」「-せん/やせん」が使われる。「やん」は五段動詞には付かない。「見ん」のような形だと、「見る」が撥音化したのか否定なのか分かりにくい場合があるため、「やん」が発達したと考えられる。「やん」は三重県のほか和歌山県や奈良県、大阪府南部などで使う。いずれの否定助動詞も原則として未然形に接続するが、「せん/へん」は様々な形があり、五段動詞では「書かへん/書かせん/書けせん/書きゃせん」、上一段動詞では「見やへん/見やせん/見えせん/見いせん/みゃあせん/めえせん/みいせん」、下一段動詞では「寝やへん/寝やせん/寝えせん」、カ変では「きやへん/きやせん/きいせん/こおせん/けえせん/きゃあへん」（来ない）、サ変では「しやへん/しやせん/しいせん/せえせん/さあへん/しゃあへん」といった形が使われ、分布状況は複雑である。これらは、「書きはせん→かきゃせん→かかせん→かかへん」「見はせん→みやせん→みやへん」のように変化したと考えられている。南牟婁では一段動詞がラ行五段化した「見らん」「寝らせん」といった形も使われる。
連用形には「書かずに/見やずに」「書かいでも/見やいでも」「書かんと/見やんと」のような形を用いる。伊賀では「書かんどくに（書かないで）」、「見やんどくに（見ないで）」のような形がある。
仮定形は「書かな」「見やな」のような「-な」「-やな」で、一部地域では「-にゃ」もある。伊賀の上野市などでは「-なんだら」も併用する。
過去形は「-んだ/やんだ/へんだ/やへんだ/なんだ」を使い、伊勢中部が「-んだ」、伊賀北部が「-へんだ」で、「-なんだ」が牟婁と伊勢北部、伊賀南部に分布する。「なんだ」が最も古く、後から「んだ」、その後に「へんだ」が入ってきたと考えられる。志摩には「-んかった」があるが、共通語の影響で昭和以降に使われるようになったものとは違い、自然発生したと考えられる。志摩・南伊勢では「-ざった」も見られ、「見やはった」「寝やだった」「寝やらった」「寝ややった」なども聞かれる。
使役
使役には「-す」「-やす」を使う。五段動詞に「す」、それ以外の動詞に「やす」が付き、いずれも未然形に接続する。「す/やす」自体は五段活用をする（例：書かす、見やす、書かした、見やした）。北三重では「-やす」の代わりに「-さす」も使う。
受身・可能
受身・可能には、下一段活用の「-れる」「-やれる」を使う。五段動詞に「れる」、それ以外の動詞に「やれる」が付き、いずれも未然形に接続する（書かれる、見やれる）。共通語形の「-られる」は北・中伊勢が中心。可能の場合、五段動詞では可能動詞（例：書ける）も使い、一段動詞では「-れる」の形（例：見れる）も以前から使われてきた。可能には「よー」を使った「よー書く」のような形もある。南牟婁には下一段活用の「-える」「-えれる」もあり、連用形に接続する（例：書きえる、書きえれる、見えれる）。
尊敬
北三重では尊敬の助動詞の種類が多く、地域差も大きい。未然形に接続するものとして、北三重に「-れる/られる」、伊賀に「-っしゃる/やっしゃる」、志摩に「-しゃる/やしゃる」、伊勢・志摩に「-さる/やさる」、伊勢に「-んす/やんす」、牟婁に「-いす/やいす」、志摩に「-す/やす」、北伊勢に「-っせる/さっせる/やっせる」がある。また連用形に接続するものとして、伊賀に「-なはる」、「-ゃはる/やはる」、伊勢に「-なさる」、北伊勢に「-なある」、伊勢・志摩に「-なる」がある。これらのうち、「-れる/られる」「-さっせる/やっせる」は下一段活用で、他は五段活用をする（例：見やっせる→見やっせた、見やんす→見やんした）。歴史的には、ナサル系は「なさる→なはる→なある→なる」と変化した一方、「なはる→やはる」とも変化した。また他の助動詞は、「っしゃる/やしゃる→さる/やさる」、「んす/やんす→いす/やいす→す/やいす」と変化したと考えられる。これらのうち、「られる」系が最も古く、「なさる」系は京阪方面から伝わったものと考えられ、北伊勢の「さっせる」系は名古屋弁の影響である。
尊敬の補助動詞では、北三重に「-ておいでる」「-といでる」「-てなはる」「-てござる」「-てみえる」があり、尊敬の進行相・結果相を表す。「ござる」は高齢層に限られるが、「みえる」は広い世代で使われる。ただし、伊賀南部では「みえる」を使わない。
尊敬の助動詞・補助動詞は、命令・依頼表現だけに残っている場合が多い。伊賀では「-てだーこ」（-てください。「頂こう」に由来）や、「-なして」（-なさってください）があり、伊勢市・鳥羽市の一部には「-てたもれ」（-てください）がある。
南三重では助動詞による待遇表現は行なわず、終助詞によって待遇を言い分ける。これは同じ南近畿の和歌山県や奈良県南部と共通する特徴である。この言い分けが他地域の者には理解できないため、いわゆる「敬語のない土地」とみなされがちだが、表現方法が違うため分かりにくいだけであり敬語が無いわけではない（それぞれの終助詞は#助詞で後述）。
軽蔑
軽蔑の助動詞には、「-よる」「-やがる」「-くさる」「-さらす」がある。ただし「-よる」は南三重では進行相の助動詞である。
推量・意志・勧誘
推量には「-やろ/じゃろ」を使う。否定推量の場合は否定の「ん」などにこれらを付けるが、否定推量・意志の「-まい」を使う地域もある。しかし「-まい」は北三重では勧誘として使うことが多く、「書こまい」「見よまい」のように意志形に付く。
進行相と完了相
南三重では進行相と完了相（結果相）の区別があり、進行に「-よる」、完了に「-とる」を用いる（例：雨や降りよる、雨や降っとる）。これらはそれぞれ「おる」「ておる」の変化である。南牟婁では生物の存在にも「おる」ではなく「ある」を使うため、それにあわせて進行が「-やる/やーる」、完了が「-たる/たーる」となる。ただし志摩・南伊勢では区別がなくなりつつある。北三重では区別はなく両方とも同じ形を用い、使う動詞によって意味が進行になったり完了になったりする。伊勢では「-とる」を使い、伊賀では京阪と同じく「-てる」を使う。

### 助詞
格助詞・係助詞・副助詞
主格の「が」、対格の「を」、引用の「と」は使わないことが多い。北三重では無助詞で表される。一方、南三重では「が」「は」ともに「や」や「あ」となるか、名詞末尾音と融合して「がっこあ/がっか」（学校が）、「うみゃ/うんみゃ」（海が）などのようになる。この場合「が」と「は」の区別はなくなる。尾鷲市では「を」も前の母音と融合する。志摩南部では主格に「な」を使う地域もある。志摩の先島では「本が/は」「門が/は」が[hoã][moã]のようにアが鼻母音になる。また志摩市波切では「を」を意味する「をち」「よち」がある。室町時代の抄物に「をち」の例があり、その残存とみられる。
「こそ」にあたる助詞に、伊賀に「こされ/こさり」があり、係り結びの名残を残す。「しか」にあたる助詞は、古くは伊賀に「はっちゃ」、伊勢に「こそ」があった。南三重では「しか」。
「どこへなり勝手に行け」の「なり」に、全県で「なと」、南三重で「なっと」を用いる。
接続助詞
理由を表す順接の接続助詞は、「で」「もんで」がほぼ全県で使われる。ほかに「さかい」「さか」が伊賀と牟婁を中心に使われ、北・中伊勢にもあるが使われなくなってきている。また南三重を中心に「よって」が使われている。逆接には全県で「けど」を使う。逆接の仮定条件には、「ても」や「たって/たかて/たとて/たてて」を使う（例：そんなことゆーても/ゆーたって）。「ながら」にあたる助詞には北三重で「もって」、南三重で「もて」を使う（例：食べもって）。
終助詞
北・中伊勢では、「書きな」「書きない」「寝な」「寝ない」のように、連用形に「な」「ない」を付けて穏やかな命令に使う。伊賀では連用形だけ、あるいは連用形の語尾を伸ばして柔らかい命令表現とする。さらに柔らかい命令表現として、「書きさ」「みーさ」のように連用形に「さ」を付ける形を、伊賀・伊勢で使う。伊賀・伊勢では命令形にも「書けさ」のように「さ」を付ける。
勧誘表現に、伊勢では「に」を、伊賀では「さ」を付ける。志摩では「に」や「か」。牟婁では「ら」を付け、さらに待遇の助詞が付いて「らい」「られ」などとなる。
「じゃないか」にあたる終助詞には、「やないか/じゃないか」のほか、志摩・南伊勢に「じゃんか/やんか」があり、大阪方面から「やんか」が広まる前からあった。これらより軽い表現として、全県的に「がな/がん/が」を使い、志摩・南伊勢では「がれ」、南牟婁では「げ」になる。また伊賀では強い断定で「わして」と言い、「だよ」にあたる表現に「やして」がある。
志摩では、前述の「がれ」の他、「じゃれ（だよ）」「かれ（かい）」「われ（わ）」のように、種々の助詞に「れ」が付く。
南三重では、終助詞による敬意表現が盛んで、終助詞によって話し相手への丁寧さを表す。ナ行文末詞は、上・中・下の三段階で、おおむね、上に「なー」、中に「のー」、下に「ねー/にゃー/ねや」を使うが、南牟婁では上に「なー」は使わず「のし」と言う。疑問の助詞は、上に「かな/かい」、中に「か」、下に「かれ」を使い、「い」と「れ」で目上と同等以下を区別する。

## 三重弁を使う作品等
- 47都道府犬 - 声優バラエティー SAY!YOU!SAY!ME!内で放映された短編アニメで、郷土の名産をモチーフにした犬たちが登場する。三重県は、アコヤ貝がモチーフの三重犬として登場し、「はっ、恥ずかしいですやん!!」などと話す。声優は、三重県出身の水田わさびが担当している。
- NEW GAME! - ゲーム制作アニメ。登場人物の飯島ゆんが三重弁を話すという設定がある。ただし、実際の三重弁とは必ずしも一致しない。声優は三重県出身の竹尾歩美が担当している。
- かいじゅう色の島 - 菅島をモデルとした[67]、M県の知流島を舞台とする漫画作品[68]。登場人物の千川棔（ちがわこん）が三重弁（作者のはっとりみつるは「M県あたりの喋り方」と言及）を話す[69]。PVで声優を務めた東山奈央は東京都出身であるが、三重県出身の声優・藪内裕友実が方言指導を担当した[70]。
- うさぎドロップ ・よっけ家族 -  作者の宇仁田ゆみは三重県出身。
- 八十亀ちゃんかんさつにっき  - 名古屋とその周辺地域の文化・県民性等をテーマとした漫画。主要登場人物の笹津やん菜が三重弁を話す。アニメ版における声優の小松未可子は三重県桑名市出身。
- 光が死んだ夏 - 三重県の山間部の田舎が舞台の漫画、メディアミックス作品。